# Saš
Saš (Servisch cyrillisch Саш) is een plaats in de Servische gemeente Tutin. De plaats telt 42 inwoners (2002).